# Rascal Flatts
I Rascal Flatts sono un gruppo musicale country statunitense, fondato nel 1999 a Columbus, in Ohio.

## Storia del gruppo
Dal 2000 al 2010 il gruppo ha registrato per la Lyric Street Records, etichetta appartenente al gruppo Disney Music Group. Sotto questa etichetta la band ha realizzato sette album, molti dei quali certificati disco di platino dalla RIAA. Il primo è stato l'eponimo Rascal Flatts (2000).
Dopo la chiusura della Lyric Street, nel 2010 sono passati alla Big Machine Records e hanno pubblicato nel novembre di quell'anno l'album Nothing Like This e nell'aprile 2012 il successivo Changed.
Nel corso della loro carriera hanno collaborato con Chicago, Ray Price, Michael Bolton, Lionel Richie, Reba McEntire, India.Arie, Carrie Underwood, Brian McKnight, Jill Johnson e altri artisti. Nel singolo Easy (2011) partecipa Natasha Bedingfield. Nel maggio 2014 hanno pubblicato il nono album.
Nel 2010 sono apparsi nell'episodio 14 della decima stagione della serie TV CSI - Scena del crimine, dal titolo Inarrestabile.
I membri della formazione, tutti di simpatie repubblicane, nel 2025 hanno presenziato alle celebrazioni per l'insediamento di Donald Trump alla Casa Bianca, eletto presidente degli USA per la seconda volta. 

## Formazione
- Gary LeVox – voce (2000-presente)
- Jay DeMarcus – basso, tastiere, cori (2000-presente)
- Joe Don Rooney – chitarra, cori (2000-presente)

## Discografia

### Album in studio
- 2000 – Rascal Flatts
- 2002 – Melt
- 2004 – Feels Like Today
- 2006 – Me and My Gang
- 2007 – Still Feels Good
- 2009 – Unstoppable
- 2010 – Nothing Like This
- 2012 – Changed
- 2014 – Rewind
- 2016 - The Greatest Gift of All
- 2017 – Back to Us

### Raccolte
- 2008 – Greatest Hits Volume 1

### Album dal vivo
- 2011 – The Best of Rascal Flatts Live

## Premi e riconoscimenti
- ACM "Nuovo duo/gruppo" (2000)
- CMA "Horizon Award" 2002
- CMA gruppo vocale dell'anno 2003, 2004, 2005, 2006, 2007, 2008
- People's Choice Awards "Favorite Song from a Movie" (Life Is a Highway) 2006
- Inseriti nella Music City Walk of Fame (2010)
- American Country Awards 2010 - Artista del decennio
- Dal 2011 membri del Grand Ole Opry
- Nel 2012 inseriti nella Hollywood Walk of Fame